# Kolešov (Pšov)
Kolešov (německy Kolleschau) je malá vesnice, část obce Pšov v okrese Karlovy Vary v Karlovarském kraji. Nachází se asi tři kilometry severovýchodně od Pšova a čtyři kilometry jihovýchodně od Žlutic. V těsném sousedství vede silnice II/205 ze Žlutic do Manětína. Ves má v současnosti charakter rekreačního letoviska, kdy většina domů je obývána jen sezónně. Kolešov leží v katastrálním území Kolešov u Žlutic o rozloze 1,35 km².

## Historie
První písemná zmínka o vesnici pochází z roku 1239, kdy se zde připomíná vladyka Nekmíř z Kolešova.

## Obyvatelstvo
Při sčítání lidu v roce 1921 zde žilo 65 obyvatel (z toho 31 mužů), z nichž bylo šest Čechoslováků a 59 Němců. Všichni se hlásili k římskokatolické církvi. Podle sčítání lidu z roku 1930 měla vesnice 57 obyvatel německé národnosti a římskokatolického vyznání.
| Rok            | 1869 | 1880 | 1890 | 1900 | 1910 | 1921 | 1930 | 1950 | 1961 | 1970 | 1980 | 1991 | 2001 | 2011 | 2021 |
| -------------- | ---- | ---- | ---- | ---- | ---- | ---- | ---- | ---- | ---- | ---- | ---- | ---- | ---- | ---- | ---- |
| Počet obyvatel | 62   | 63   | 51   | 65   | 56   | 65   | 57   | 26   | 30   | 10   | 7    | 6    | 4    | 0    | 2    |
| Počet domů     | 12   | 13   | 13   | 13   | 12   | 12   | 12   | 11   | 11   | 4    | 3    | 3    | 3    | 2    | 2    |

## Obecní správa
Při sčítání lidu v letech 1869–1930 Kolešov byly samostatnou obcí v okrese Žlutice. V roce 1950 byl osadou obce Močidlec v okrese Toužim. Od roku 1960 je částí obce Pšov v okrese Karlovy Vary.

## Pamětihodnosti
Seznam pamětihodností obce Kolešov.
- Sousoší svaté Anny a Panny Marie – památka z roku 1847 stávala do konce 60. let 20. stol. při zatáčce hlavní silnice, v blízkosti dnešní autobusové zastávky. Ve špatném stavu byla převezena ke kostelu ve Žluticích a v současnosti je v depozitáři žlutického muzea.
- Socha sv. Jana Nepomuckého – socha z doby před rokem 1841 stávala při pravé straně bývalé úvozové cesty na Kobylé asi 300 m západně od vsi Kolešov při okraji lesa. Přestože byla v 80. letech zchátralá plastika odstraněna, v některých mapách se ještě v současnosti objevuje její zákres.Bývalá kaplička v Kolešově na dobové kresbě

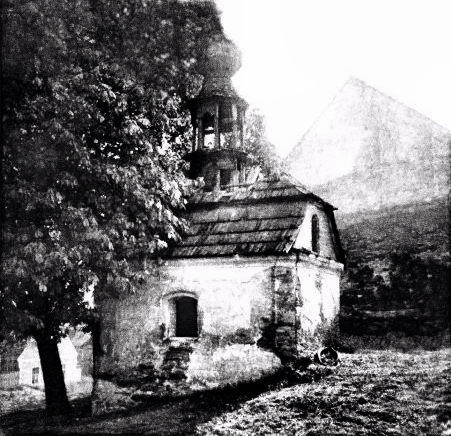
Bývalá kaplička v Kolešově na dobové kresbě

- Sousoší Piety – pískovcové sousoší, nazývané dříve rovněž Altrichterův kříž, nechal zřídit v roce 1849 statkář Wenzel Präger z usedlosti Altrichterův dvůr (Altrichterhof) jako poděkování za uzdravení z dlouhé nemoci. Plastika Panny Marie Bolestné s mírně skloněnou hlavou stojí asi 50 m napravo od lesní cesty k záhořické železniční zastávce, při žluté turistické značce směrem na Vladořice. V roce 2012 byla důkladně renovována.
- Kaple Panny Marie Bolestné – obecní kaple z druhé poloviny 18. století stávala na návsi uprostřed vsi, ve svahu před usedlostí čp. 1. Po vysídlení německého obyvatelstva po druhé světové válce přestala kaple sloužit svému účelu a zchátrala. Již značně zdevastovaná kaple byla zbořena po r. 1963, na jejím místě je dnes zachováno nízké zarostlé torzo obvodového zdiva o rozměrech asi 4×6 metrů, zasypané další sutí a doplněné prostým dřevěným křížkem.
- Jihovýchodně asi 400 m od vsi roste solitérní památný strom jasan ztepilý (Kolešovský jasan).

## Doprava
Díky blízkosti silnice 205 má ves v pracovní dny a neděle přímé autobusové spojení se Žluticemi, Manětínem a Plzní. Železniční spojení je ze zastávky Záhořice vzdálené asi 1300 m severně od vsi, osobní vlaky na regionální trati Bečov nad Teplou – Žlutice – Blatno u Jesenice – Rakovník jezdí zhruba v 7–8 párech každý den.